# Mănăstirea Sfântul Mihail din Kiev
Mănăstirea Sf. Mihail cu cupole aurii (în ucraineană Михайлівський золотоверхий монастир, transliterat: Mîhailivskîi zolotoverhîi monastîr) este o mănăstire funcțională din Kiev, capitala Ucrainei. Se află pe malul drept al râului Nipru. Obiectivul este localizat în istoricul Oraș Superior. Din mănăstire se vede Podilul⁠(d), cartierul istoric și comerical al orașului.
Construită inițial în Evul Mediu de Sviatopolk II Iziaslavici⁠(d), mănăstirea cuprinde catedrala însăși, refectoriul Ioan Divinul, construit în 1713, Porțile Iconomice, construite în 1760 și clopotnița mănăstirii, care a fost adăugată cam în perioada 1716–1719. Exteriorul structurii a fost reconstruit în stilul baroc ucrainean în secolul 18, pe când interiorul a rămas în stilul original bizantin. Catedrala originală a fost demolată de autoritățile sovietice în anii 1930, dar a fost reconstruită și deschisă în 1999.

## Istorie

### Secolele XI-XIX
Unii savanți nu cred că prințul Iziaslav Iaroslavici⁠(d), al cărui nume creștin a fost Dumitru, a construit primul Mănăstirea și Biserica Sfântului Dumitru din Orașul de Sus, lângă Catedrala Sfânta Sofia, în anii 1050. Jumătate de secol mai târziu, fiul său, Sviatopolk Iziaslavici⁠(d) este atestat drept ctitor al unei biserici mănăstiri (1108–1113) dedicate sfântului său protector, arhanghelul Mihail. Un motiv pentru construirea bisericii ar fi putut fi victoria recentă a lui Sviatopolk asupra cumanilor, arhanghelul Mihail fiind considerat protector al războinicilor și victoriilor. În 1906, o rezervă medievală de bijuterii de aur și argint a fost găsită într-o cutie de pe Strada Trehsviatitelska (Strada celor Trei Sfinți),vizavi de porțile Mănăstirii Sf. Mihail cu domuri aurii. Bijuteriile de aur din cutie se află acum la Metropolitan Museum of Art  din New York, pe când bijuteriile de argint și două blocuri metalice se află la British Museum, în Londra. Rezerva de bijuterii este datată în secolele 11-12 și a fost probabil ascunsă în timpul invaziilor tătare și a prădării Kievului⁠(d) din 1240.

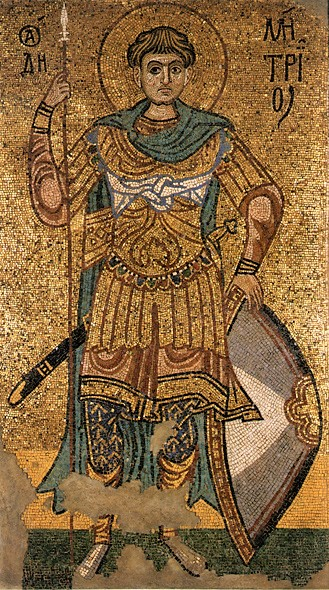
Mozaicul Sf. Dimitrie a fost montat în catedrala mănăstirii, la comanda lui Sviatopolk II, pentru cinstirea sfântului protector al tatălui său.

Mănăstirea a fost privită ca o sihăstrie familială al familiei lui Sviatopolk; acolo au fost înmormântați membri ai familiei lui Sviatopolk. (Aceasta este în contrast cu mănăstirea Vidubikii⁠(d), patronată de rivalul său, Vladimir Monomahul). Domurile catedralei au fost probabil primele în Rusia Kieveană care au fost aurite;  această practică, care a devenit regulată cu trecerea timpului, i-a dat mănăstirii numele „cu domuri aurii”.
În timpul invaziei mongole din 1240, se crede că mănăstirea a fost avariată serios. Mongolii au distrus catedrala și au eliminat domurile aurite. Arcada a ajuns într-o stare proastă și nu există date documentare despre ea în următoarele două secole și jumătate. Din 1496, mănăstirea a fost reînviată, iar numele i-a fost schimbat din Mănăstirea Sf. Dumitru în Sf. Mihail, după numele bisericii catedrale construite de Sviatopolk II. După numeroase restaurări și lărgiri din timpul secolului 16, a devenit treptat una dintre cele mai populare și bogate mănăstiri din Ucraina.  În 1620, Iov Borețki a făcut-o reședință a mitropolitului ortodox al Kievului, iar în 1633, Isaia Kopinski wa fost numit supraveghetor al mănăstirii.

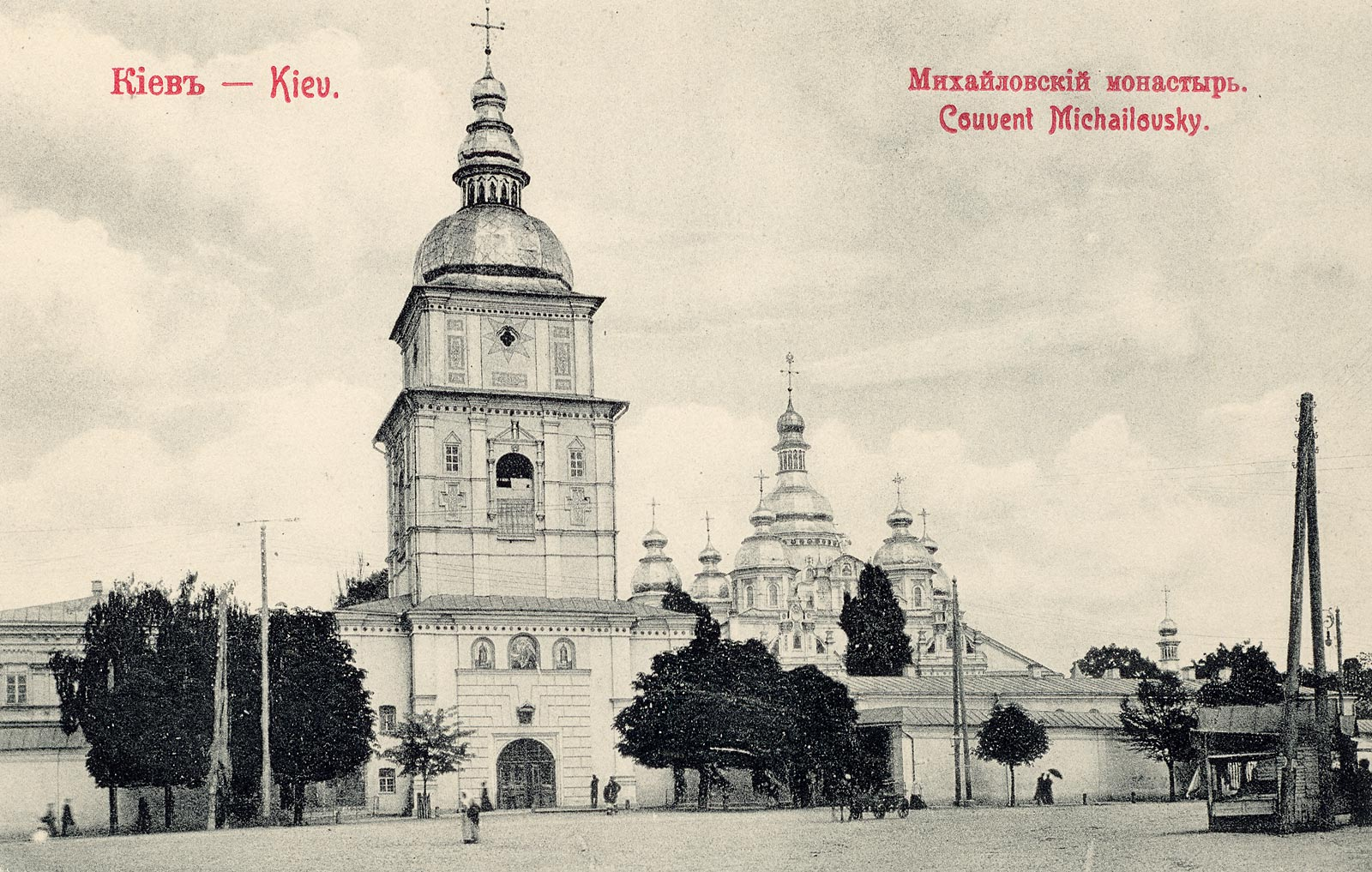
Mănăstirea Sf. Mihail cu domuri aurii la începutul anilor 1900

Mănăstirea a savurat patronajul hatmanilor⁠(d) și a altor binefăcători de-a lungul anilor. Principalul magnet pentru pelerini erau moaștele Sfintei Barbara, cerute să fie aduse la Kiev din Constantinopol în 1108 de soția lui Sviatopolk II Iziaslavici și păstrate într-o raclă de argint donată de hatmanul Ioan Mazepa. Deși multe dintre pământurile mănăstirii au fost secularizate la sfârșitul secolului 18, nu mai puțin de 240 călugări au locuit acolo, în secolele 19 și 20. Mănăstirea a servit ca reședință a episcopului de Cernigov după 1800. O școală corală s-a aflat pe pământurile mănăstirii; mulți compozitori remarcabili, precum Chiril Stețenco⁠(d) și Iakiv Iaținevici⁠(d), au studiat sau au predat la această școală.
Înainte de Revoluția Rusă din 1917, inelele produse și binecuvântate la Mănăstirea Sf. Mihail, cunoscute ca inelele Sf. Barbara, erau foarte populare printre cetățenii Kievului. De multe ori, erau considerate talismane norocoase și, potrivit credințelor populare, protejau contra vrăjilor și erau folositoare împotriva bolilor serioase și a morții neașteptate. Aceste credințe au legătură cu faptul că mănăstira n-a fost afectată de epidemiile de ciumă⁠(d) din 1710 și 1770, nici de epidemia de holeră din secolul 19.

### Demolarea catedralei și clopotniței
În timpul primei jumătăți a anilor 1930, diferite publicații sovietice au cercetat faptele istorice cunoscute cu privire la vârsta catedralei. Publicațiile au subliniat că obiectivul medieval a avut parte de reconstrucții majore și că puțin din stilul bizantin original a fost conservat. Valul de discuții a dus la demolarea mănăstirii și înlocuirea acesteia cu un nou centru administrativ al Republicii Sovietice Socialiste Ucraineane (localizat până atunci în orașul Harkiv). Înaintea demolării (8 iunie-9 iulie 1934), structura a fost studiată atent de T.M. Movceanivski și K. Honcearev de la Institutul de Cultură Materială al Academiei de Științe a Ucrainei⁠(d), recent epurat și reorganizat. Pe baza studiului lor, s-a declarat că această catedrală aparține în primul rând stilului baroc ucrainean, mai degrabă decât secolului doisprezece, cum s-a crezut înainte, iar aceasta nu merită conservare din cauza lipsei sale de valoarea istorică și artistică. Această concluzie a ajutat planurile autoritățlor sovietice de la demola întreaga mănăstire. Istorici, arheologi și arhitecți locali și-au exprimat acordul pentru demolarea mănăsătirii, deși fără tragere de inimă. Doar un singur profesor, Mikola Makarenko, a refuzat să semneze actul de demolare; a murit mai târziu într-o închisoare sovietică.
Pe 26 iunie 1934, a început lucrarea de scoatere a mozaicurilor bizantine din secolul 12. A fost condusă de Secția de Mozaicuri de la Leningrad a Academiei de Arte Fine⁠(d). Specialiștii au fost forțați să lucreze în grabă de dragul demolării iminente și erau incapabili să termine proiectul de scoatere a mozaicurilor în întregime. În ciuda grijii și atenției din timpul eliminării mozaicurilor de pe pereții catedralei, nu putem spune sigur dacă mozaicurile mutate sunt în totalitae autentice.
Mozaicurile rămase, care acoperă o suprafață de 45 metri pătrați, au fost împărțite între Muzeul de Stat Ermitaj, Galeria Tretiakov și Muzeul Rus de Stat.  Alte mozaicuri rămase au fost puse la al doilea etaj al Catedralei Sfânta Sofia, unde nu sunt expuse turiștilor. Acele elemente care au rămas în Kiev au fost sechestrate de naziști în timpul celui de-Al Doilea Război Mondial și au fost luate în Germania. După terminarea războiului, au căzut în mâinile americane și au fost date mai târziu Moscovei.
În timpul primăverii anului 1935, domurile aurii ale mănăstirii au fost demolate. Iconostasul de cinci nivele al maestrului Hrihori a fost eliminat (iar mai târziu distrus) din catedrală, de asemenea. Moaștele Sf. Barbara au fost transferate la Biserica Zeciuielii⁠(d), iar în urma demolării acestei biserici, la Catedrala Sf. Vladimir⁠(d) în 1961.
În anul 1936, exterioarele catedralei și clopotniței au fost aruncate în aer cu dinamita. Poarta Iconomică a mănăstirii (Ekonomichna Brama) și pereții mănăstirii au fost de asemenea distruși. După demolare, o cercetare aprofundată a obiectelor de valoare a fost execuată de NKVD pe obiectiv. Locul rămas liber s-a alăturat Pieței Sofia, redenumită Piața Uriadova (Piața Guvernamentală) și a fost proiectat ca nou centru al orașului și loc pentru parade militare⁠(d). Apoi, autoritățile sovitice au inaugurat o competiție cu privire la cum să se ocupe mai bine locul liber; cei mai mulți arhitecți, inclusiv Iakiv Șteinberg, au sugerat o mare statuie a lui Lenin. Piața însăși a fost planificată ca un dreptunghi cu clădiri guvernamentale mari pe perimetru. Au fost proiectați patru stâpi cu statui lea muncitorilor, țăranilor și revoluționarilor cu steaguri stând pe ei. Unii arhitecți au propus să fie demolată statuia lui Bogdan Hmelnițki din fața Catedralei Sfânta Sofia și catedrala însăși.
Singura clădire terminată de pe pământurile fostei mănăstiri înainte de Al Doilea Război Mondial, găzduiește în prezent Ministerul Afacerilor Interne. Construcția celei de-a doua clădiri („centrul capitalei”), planificată să fie construită pe locul unde catedrala stătea altădată, a fost amânată în toamna anului 1938, căci autoritățile nu erau satisfăcute cu designul prezentat. Acestă clădire a eșuat să se materializeze. Ceva timp după demolare, locul unde s-a aflat fosta catedrală a fost transformat într-un complex sportiv, ce includea terenuri de tenis și volei. Refectoriul (Trapezna) Sf. Ioan Divinul a fost folosit drept camere pentru schimbat.

### Conservare și reconstrucție

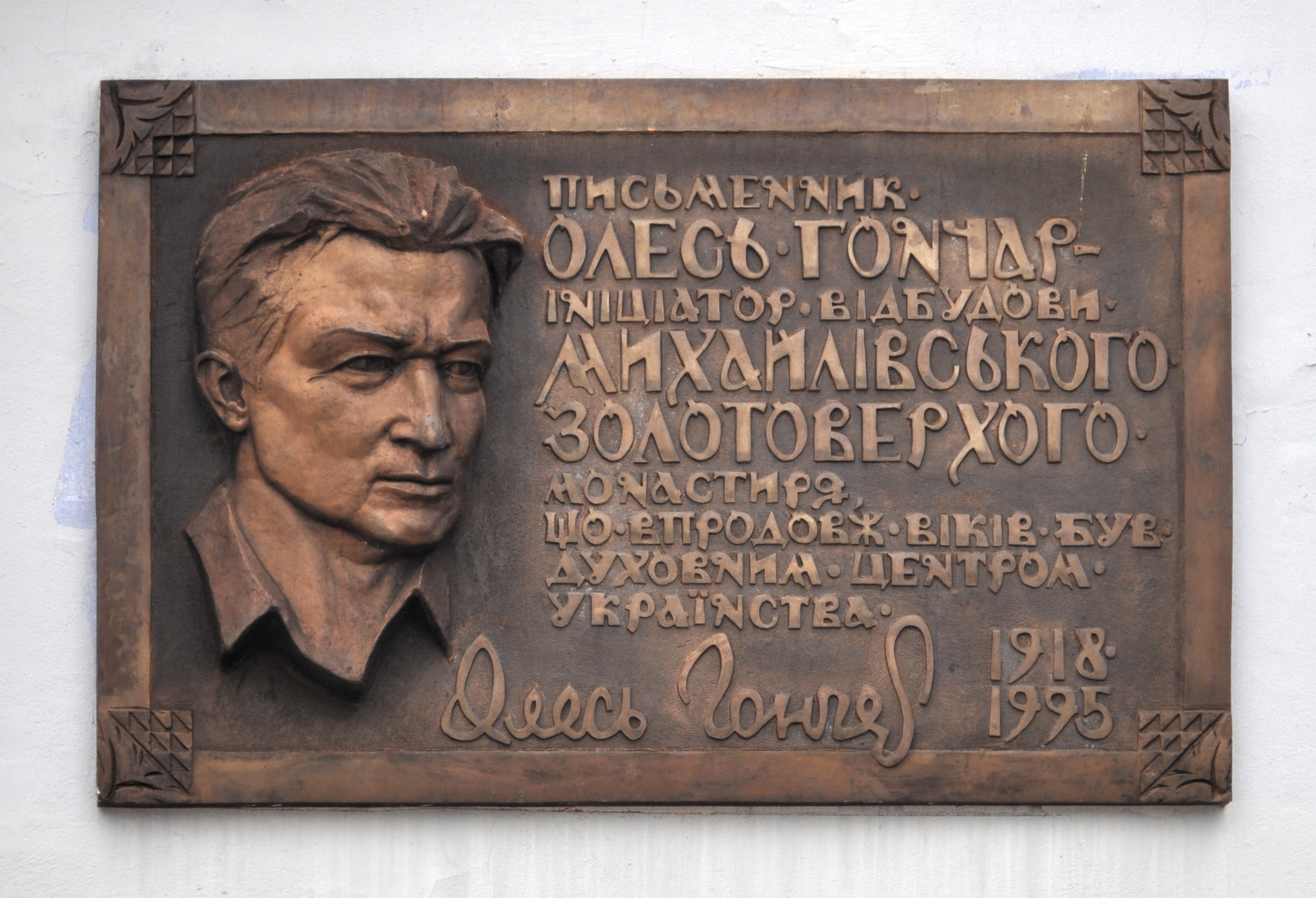
Placă comemorativă a lui Oles Gonciar, ca inițiator al reînvierii mănăstirii

În august 1963, refectoriul conservat al mănăstirii demolate, care nu mai avea cupola sa barocă, a fost proiectat ca monument de arhitectură al RSS Ucrainene. În 1973, Consiliul Orașului Kiev a stabilit un număr de „zone conservate arheologice” în cadrul orașului; printre acestea era teritoriul din jurul mănăstirii. În orice caz, locul vacant al catedralei demolate a fost exclus din Muzeul-Parc Arheologic-Istoric, Kievul vechi, dezvoltat de arhitectul A. M. Miletski și consultanții M. V. Kolostenko și P. P. Tolociko.
În timpul anilor 1970, arhtiecții ucraineni I. Melnyk, A. Zayika, V. Korol și inginerul A. Koliakov au lucrat la un plan de reconstrucție al mănăstirii Sf. Mihail. În orice caz, aceste planuri au fost luate în considerare doar după căderea Uniunii Sovietice din 1991.

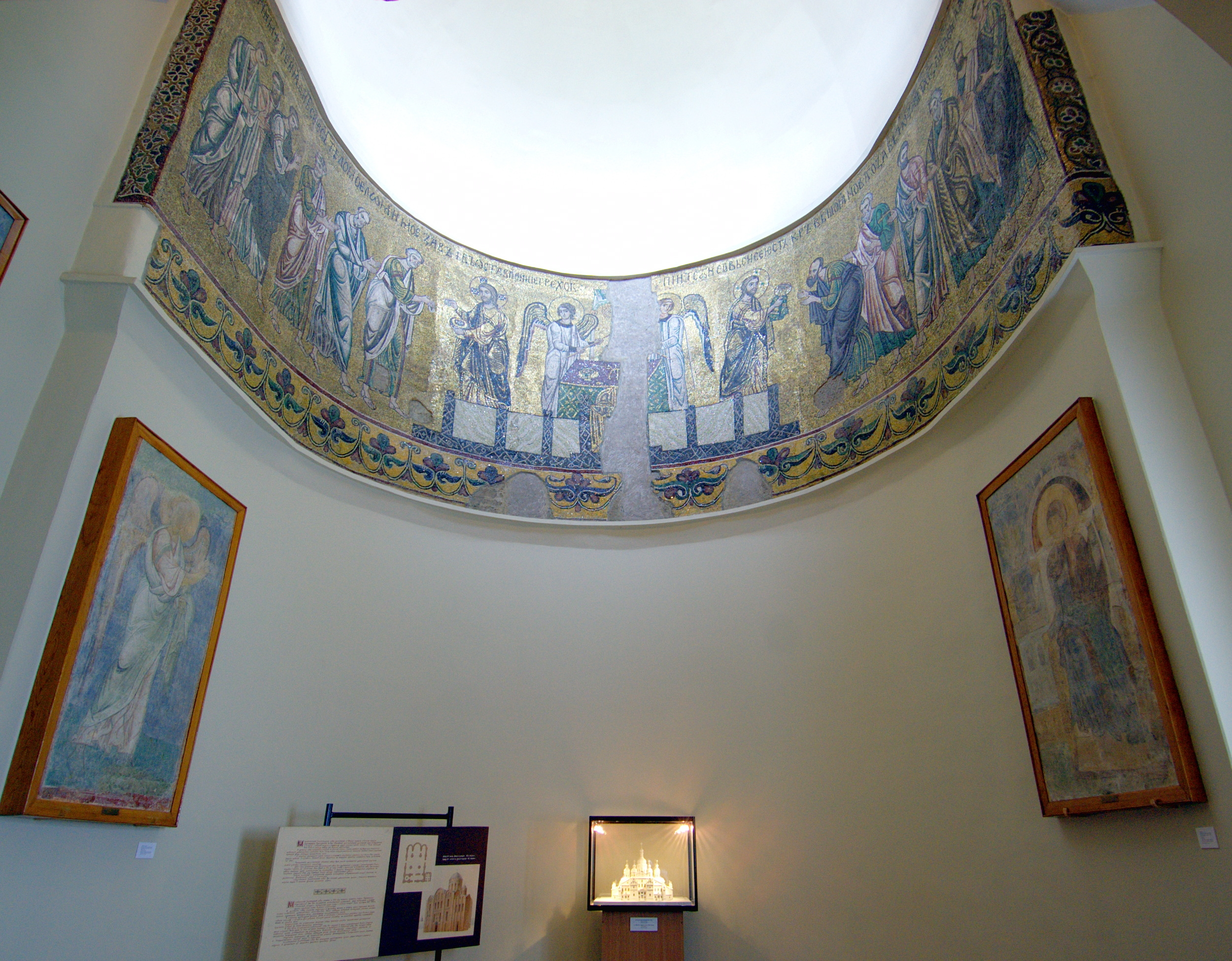
Mozaicul euharistic este instalat la al doilea etaj al Catedralei Sfânta Sofia.

În 1973-1982 a avut loc restaurarea bisericii refectoriu Sf. Ioan Teologul (singura clădire care a supraviețuit demolării din anii 1930). Autorii proiectului au fost arhitectul V. Șevcenko și arhitectul Irma Karakis, acesta din urmă ocupându-se de interior și mobilier. După ce Ucraina a obținut independența în 1991, demolarea mănăstirii a fost considerată o crimă și au început să se audă voci care cereau reconstrucția deplină a mănăstirii, ca parte importantă a moștenirii culturale a poporului ucrainean. Aceste planuri au fost aprobate și executate în anii 1997-1998, după care catedrala și clopotnița au transferate Bisericii Ortodoxe Ucrainene a Patriarhiei Kievului⁠(d). Iurie Ivakin, arheologul șef al sitului, a spus că mai mult de 260 artefacte vechi valabile au fost recuperate în timpul excavațiilor sitului de dinaintea reconstrucției. În plus, o porțiune a catedralei medievale, încă intactă, a fost descoperită; aceasta face parte astăzi din cripta catedralei actuale.
Cu susținerea autorităților orașului Kiev⁠(d), arhitectul restaurator Y. Lositski și alții au resturat partea vestică a pereților de piatră. De asemenea, clopotnița a fost restaurată și a devenit platformă de observație. În locul originalului orologiu muzical, unul nou electronic cu un set de clopote (un total de 40) a fost instalat, de la care azi pot fi auzite melodiile faimoșilor compozitori ucraineni. Catedrala a fost reconstruită ultima și a fost decorată cu un set de icoane baroce, copii ale fostelor mozaicuri și fresce și noi lucrări de artă ale artiștilor ucraineni.
Noua Catedrală reconstruită Sf. Mihail cu domurii aurii a fost deschisă oficial pe 30 mai 1999. În orice caz, decorațiile interioare, mozaicurile și frescele nu au fost completate până pe 28 mai 2000. Capelele laterale au fost consacrate sfintelor Barbara și Ecaterina în 2001. De-a lungul următorilor patru ani, 18 din 29 mozaicuri și alte operă de artă⁠(d) din catedrala originală au fost returnate din Moscova după ani de discuții obositoare între autoritățile ucrainene și ruse. În orice caz, de la sfârșitul lui 2006, frescele rămase ale mănăstirii sunt transferate de la Muzeului Ermitaj din Sankt Petersburg către Kiev. Ele sunt plasate într-un loc special rezervat care aparține municipalității mai degrabă decât corpului bisericesc.

### Imagini istorice

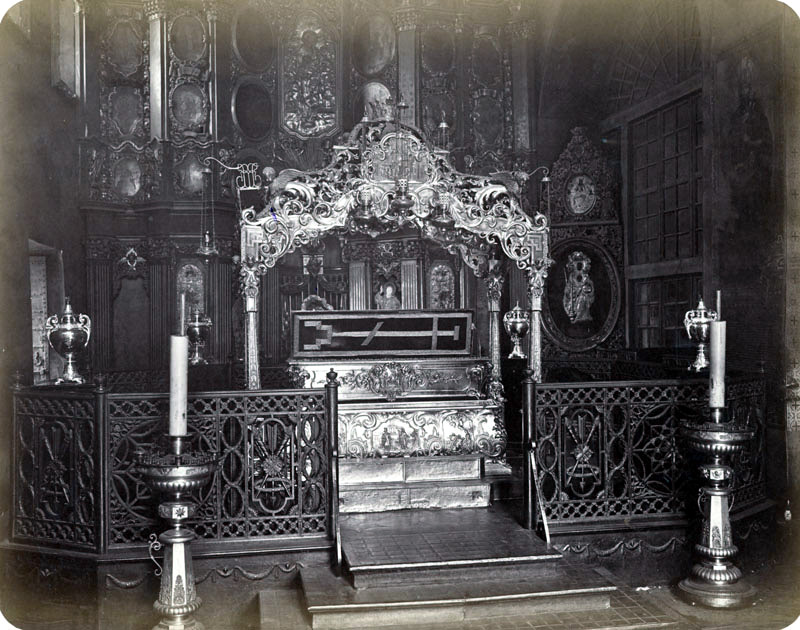
Moaştele Sfintei Barbara, 1872.

## Repere caracteristice

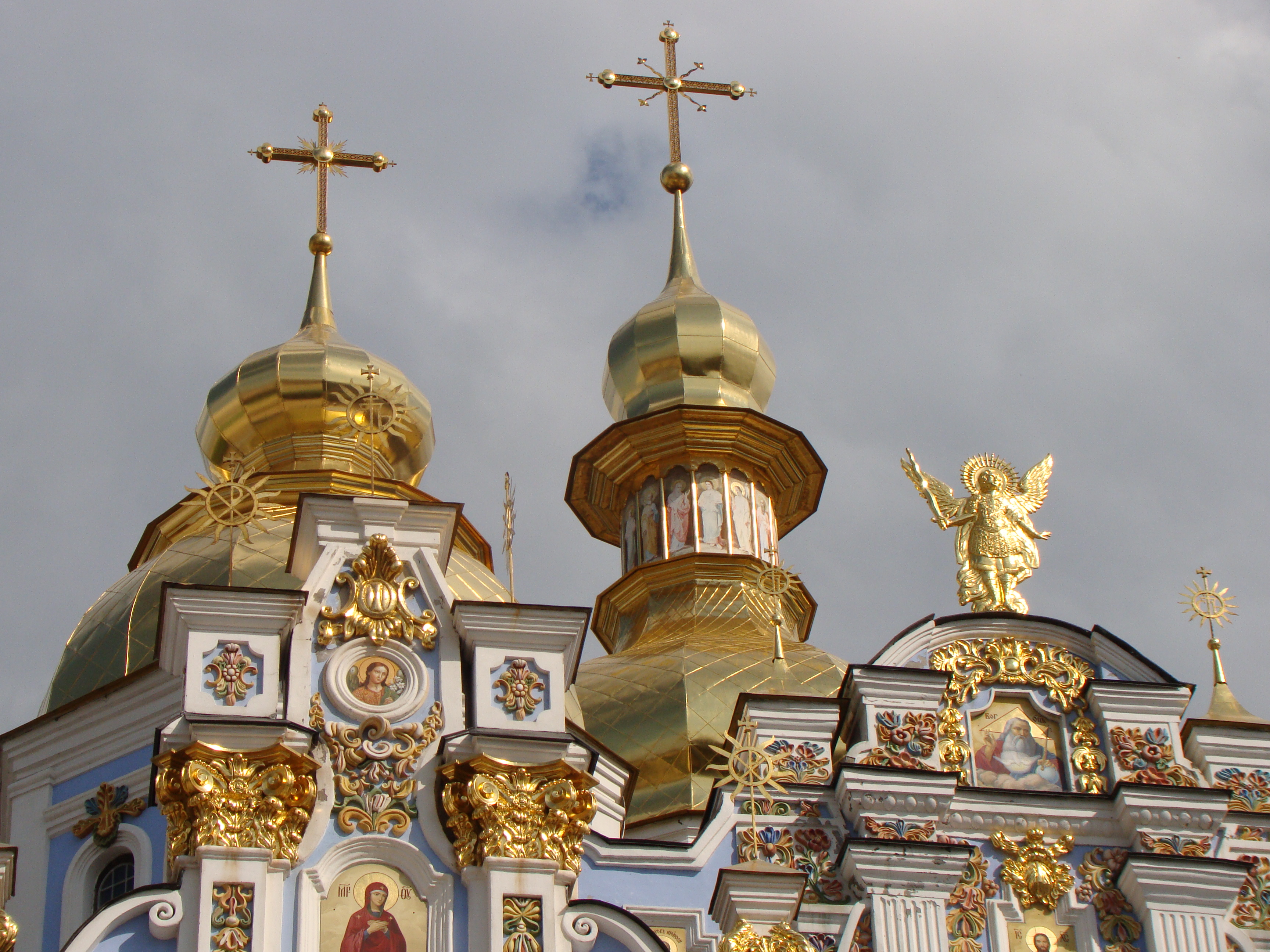
O statuie a arhanghelui Mihail

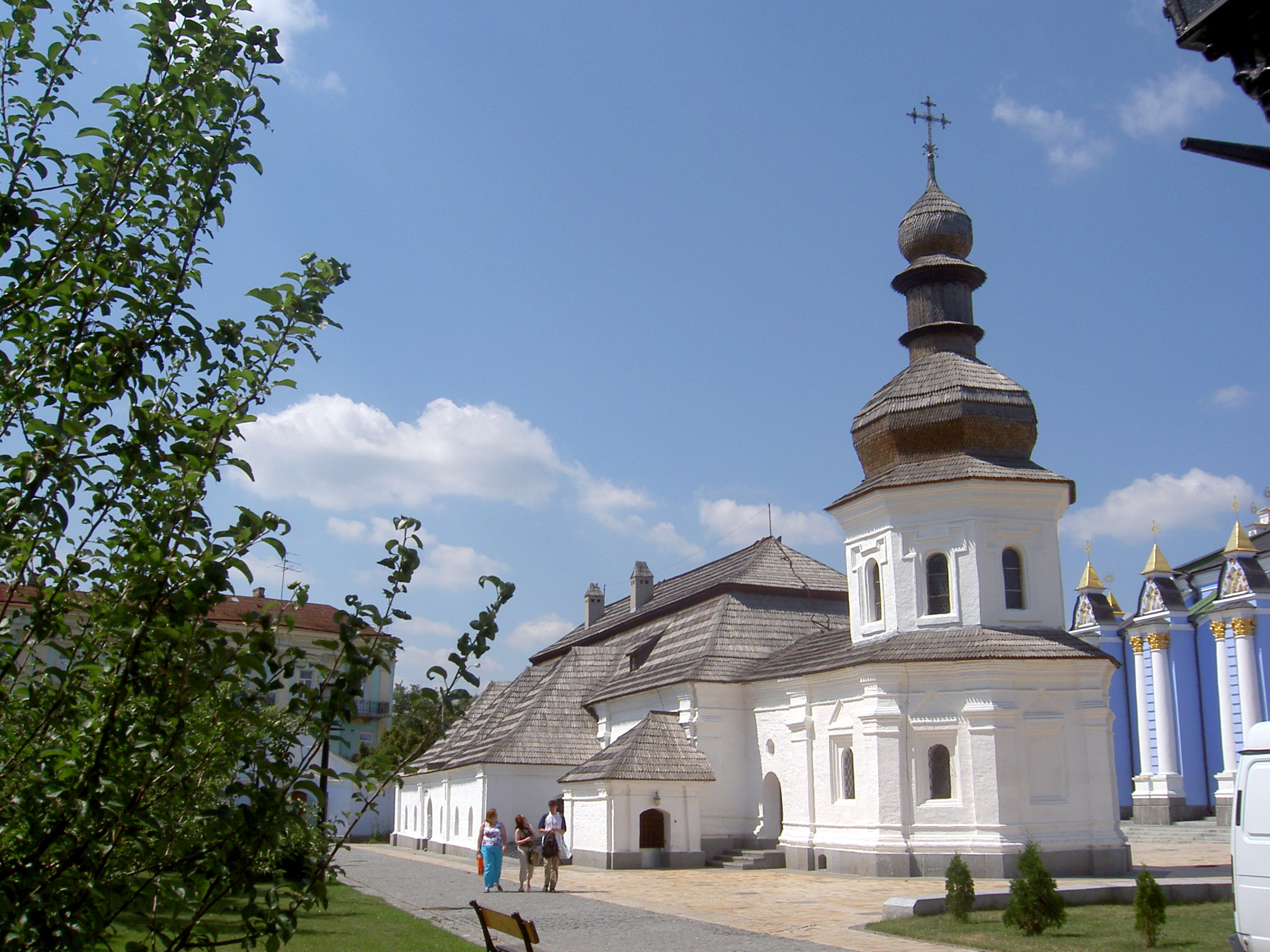
Refectoriul Sf. Ioan Teologul

### Catedrala Sf. Mihail cu domuri aurii
Arhitectura religioasă a Mănăstirii Sf. Mihail cu domuri aurii încorporează elemente care au evoluat din stiluri prevalente în timpul perioadelor bizantină și barocă. Catedrala Sf. Mihail cu domuri aurii (ucraineană Михайлівський Золотоверхий Cобор) este principala biserică a mănăstirii, construită în 1108–1113, la porunca lui Sviatopolk II Iziaslavici⁠(d). Catedrala a fost cea mai mare dintre cele trei biserici ale mănăstirii Sf. Dumitru.
Catedrala medievală a fost făcută după modelul Catedralei Adormirii Maicii Domnului de la Mănăstirea Peșterilor din Kiev. A avut planul crucii grecești, prevalent în timpul Rusiei Kievene, șase pilaștri și trei abisde. O biserică miniaturală, probabil baptiseriul s-a alăturat catedralei la sud. De asemenea, a existat  un turn cu scară ce ducea către mansarda corului; turnul a fost încorporat în partea nordică nartexului, mai degrabă decât să se fi extins din blocul principal, cum era obișnuit în acele timpuri. Probabil, catedrala a avut un singur dom, deși două domuri mai mici ar fi s-ar fi putut afla deasupra turnului și a baptiseriului. Decorația interioară a fost bogată, având mozaicuri sclipitoare de mare calitate, probabil cele mai fine din Rusia Kieveană.
Când bisericile medievale din Kiev au fost reconstruite la sfârșitul secolului 17 și începutul secolului 18 în stilul baroc ucrainean, catedrala a fost lărgită și renovată în mod dramatic. Prin 1746, a dobândit un nou exterior baroc, în timp ce și-a păstrat interiorul original bizantin. Șase domuri au fost adăugate la domul original, dar presiunea adăugată pereților a fost contracarată prin construirea contraforturilor. Pereții medievali rămași, caracterizați de straturi alternative de calcar și cărămidă plată, au fost acoperiți cu stuc. Ioan Grigorovici Barski⁠(d) a fost responsabil pentru cercurile de geamuri și ornamentația cu stuc.
În interiorul bisericii, un iconostas complex cu cinci niveluri ctitorit de hatmanul Pavlo Skoropadski⁠(d) și executat de Grigore Petriv din Cernigov a fost instalat în 1718. În timpul secolelor optsprezece și nouăsprezece, aproape toate mozaicurile și frescele bizantine originale de pe pereții interioari au fost pictate deasupra. Anumite lucrări de restaurare a mozaicurilor și frescelor rămase nepictate au avut loc spre sfârșitul secolului nouăsprezece. Oricum, nu s-au făcut investigații majore și serioase ale pereților, așa că este posibil ca frescele sau mozaicurile medievale să fi fost păstrate sub noile straturi de tencuială.

### Refectoriul Sf. Ioan Teologul
Refectoriul mănăstirii este o clădire dreptunghiulară din cărămidă, ce conține o sală de mese pentru frați, precum și niște bucătării și cămări. Biserica Sfântul Ioan Teologul se învecinează cu el la est. Exteriorul este segmentat cu pilaștri și prezintă cercuri de geamuri ce amintesc de arhitectura tradițională ortodoxă. Refectoriul a fost ridicat 1713, luând locul refectoriului inițial de lemn. Interiorul său a fost reparat în 1827 și 1837 și au avut loc lucrări de restaurare din 1976 până în 1981.